# Wauthier de Malonne
Pour les articles homonymes, voir Malonne (homonymie).
Wauthier de Malonne (en polonais Walter z Malonne) est un évêque de Wrocław décédé en 1169.
Wauthier arrive en Pologne en provenance de l'abbaye Saint-Berthuin de Malonne (près de Namur, en Belgique) où les deux frères Alexandre et Wauthier sont chanoines augustiniens. Son frère aîné Alexandre devient évêque de Płock en 1129. C’est là que Wauthier apprend le polonais. Il devient préposé de Płock. 
En 1149, Wauthier est nommé évêque de Wrocław. Il réforme les structures administratives de son diocèse. Il oblige les prêtres à respecter la règle du célibat. Il fonde le Chapitre cathédral de Wrocław. En 1150, il entame la construction de la cathédrale romane de Wrocław. 
Wauthier obtient du pape Adrien IV la promulgation d’une bulle, le 23 avril 1155, par laquelle le diocèse de Wrocław est placé sous la protection du Saint-Siège. 
Il a probablement encouragé des tisserands wallons à s’installer à Wrocław.